# Forum of incident reponse and security teams
Pour les articles homonymes, voir First.
Le Forum of incident reponse and security teams (FIRST) est une organisation, reconnue au niveau international, spécialisée dans la diffusion rapide d'information au sujet des incidents informatiques. Ses objectifs sont d'encourager la coopération et la coordination dans la prévention des incidents, afin de stimuler la réaction rapide en cas d'incidents, et de promouvoir le partage de l'information entre les CERT (Computer Emergency Response Team).
Parmi les membres, on peut distinguer le CERT-IST, le CERT-RENATER, le CERTA,  le BELNET-CERT, DANTE, SWITCH-CERT, Sun, CARNet-CERT...